# Pieniądz lokalny
Pieniądz lokalny to pieniądz bity przez miasto, z reguły w oparciu o przywilej menniczy (np. Gdańsk, Toruń) lub ograniczoną czasowo koncesję monetarną (Elbląg).
Na przełomie XIX i XX wieku, w związku z kryzysami finansowymi, szczególnie w okresie wojen, powstała nowa odmiana pieniądza lokalnego. Wiele miast, które nie posiadały wcześniej prawa monetarnego, opierając się na uchwałach rady miejskiej rozpoczęły emisję pieniądza miejskiego. Ten typ pieniądza lokalnego wyróżnia emitent – magistrat danego miasta np. Katowic (1921), Poznania (1916), jak i fakt, iż był z reguły papierowy.
W 2003 r. na całym świecie funkcjonowało 3 tys. lokalnych walut, jednym z przykładów dawniejszych jest pieniądz z miasteczka Wörgl z 1934.